# Bombe glacée
Bombe glacée, hay đơn giản là bombe trong tiếng Anh, là món tráng miệng bằng kem được đông lạnh trong khuôn hình cầu để tạo hình sao cho giống với quả đạn pháo, do đó mà món này còn có tên là "kem bom". Escoffier đã đưa ra hơn 60 công thức chế tạo bombe trong quyển sách của ông nhan đề Le Guide culinaire. Món tráng miệng này từng xuất hiện trong thực đơn của các nhà hàng từ năm 1882.
Nói cách khác, thuật ngữ này đã được sử dụng để chỉ bất kỳ loại bánh kem nào được tạo hình thông qua quá trình đúc, không nhất thiết phải là hình bán cầu.  Người ta còn dùng thuật ngữ này để gói gọn số món ăn được làm từ những món tráng miệng đông lạnh khác, chẳng hạn như sherbet, sorbet hoặc mousse.
Bombe là một phần của thực đơn dành riêng cho đám cưới của Nữ vương Elizabeth và Vương tế Philip. Món này được phục vụ trong bữa tối cấp nhà nước của Nhà Trắng do Đệ nhất Phu nhân Jacqueline Kennedy Onassis và Tổng thống Kennedy tổ chức dành cho Tổng thống Sudan Ibrahim Abboud, kể cả bữa tiệc do Nữ hoàng Elizabeth tổ chức dành cho Đệ nhất Phu nhân Laura và Tổng thống Bush.